# Mutanj
Mutanj (en serbe cyrillique : Мутањ) est un village de Serbie situé dans la municipalité de Gornji Milanovac, district de Moravica. Au recensement de 2011, il comptait 46 habitants.

## Géographie
Mutanj est situé sur la route européenne E 760, un peu au nord de Majdan. Le village est situé à proximité du mont Ostrvica.

## Démographie
| 1948 | 1953 | 1961 | 1971 | 1981 | 1991 | 2002 | 2011 |
| ---- | ---- | ---- | ---- | ---- | ---- | ---- | ---- |
| 363  | 357  | 300  | 242  | 169  | 131  | 104  | 46   |

|  |